# Cristal Cuervo
Cristal Chenoa Cuervo (* 1. Juni 2002) ist eine panamaische Leichtathletin, die sich auf den Sprint spezialisiert hat. Aktuell ist sie Inhaberin des Landesrekordes im 200-Meter-Lauf.

## Sportliche Laufbahn
Erste internationale Erfahrungen sammelte Cristal Cuervo im Jahr 2018, als sie bei den U18-CACAC-Meisterschaften in San Salvador in 25,85 s und 59,21 s jeweils die Silbermedaille über 200 und 400 Meter gewann. Anschließend belegte sie bei den U18-Südamerikameisterschaften in Cuenca in 25,25 s den vierten Platz im 200-Meter-Lauf. Im Jahr darauf gewann sie bei den U18-Zentralamerikameisterschaften in San Salvador in 12,58 s die Silbermedaille im 100-Meter-Lauf und anschließend verpasste sie bei den U20-Südamerikameisterschaften in Cali mit 25,19 s den Finaleinzug über 200 Meter. 2021 belegte sie bei den Zentralamerikameisterschaften in San José in 24,87 s den vierten Platz über 200 Meter und anschließend gelangte sie bei den U20-NACAC-Meisterschaften ebendort mit 24,45 s auf den fünften Platz. Daraufhin siegte sie in 24,64 s über 200 Meter bei den U20-Zentralamerikameisterschaften in Managua und schied bei den Panamerikanischen Juniorenspielen in Cali mit 24,63 s im Vorlauf aus. Zudem begann sie ein Studium an der Towson University in den Vereinigten Staaten. 2022 belegte sie bei den Juegos Bolivarianos in Valledupar in 23,95 s den fünften Platz über 200 Meter und gelangte auch im 400-Meter-Lauf mit 55,57 s auf den fünften Platz. Im Jahr darauf schied sie bei den Zentralamerika- und Karibikspielen (CAC) in San Salvador mit 23,83 s in der Vorrunde über 200 Meter aus, wie auch bei den Panamerikanischen Spielen in Santiago de Chile mit 24,13 s. 2024 siegte sie in 23,72 s über 200 Meter bei den Zentralamerikameisterschaften in San Salvador und gewann in 53,64 s auch über 400 Meter die Goldmedaille. Im Jahr darauf belegte sie bei den Südamerikameisterschaften in Mar del Plata in 23,79 s den achten Platz über 200 Meter.

## Persönliche Bestleistungen
- 200 Meter: 23,29 s (−0,2 m/s), 14. Mai 2023 in Fairfax (panamaischer Rekord)
  - 200 Meter (Halle): 23,68 s, 26. Februar 2025 in Virginia Beach (panamaischer Rekord)
- 400 Meter: 53,24 s, 23. Mai 2024 in Lexington
  - 400 Meter (Halle): 54,25 s, 23. Februar 2024 in New York City